# Georgi Daskalow
Georgi Daskalow (bulgarisch Георги Даскалов; * 3. August 1981 in Blagoewgrad, Bulgarien) ist ein bulgarischer Fußballspieler.

## Karriere
Georgi Daskalow begann seine Karriere im Jahr 1999 bei seinem Heimatverein Pirin Blagoewgrad. Eine weitere Station war der bulgarische Verein Belasiza Petritsch. 2008 wechselte der Stürmer zum kasachischen Erstligisten Irtysch Pawlodar. Die Saison 2009 begann er in Pawlodar und wurde während der Spielzeit an den Ligarivalen Schetissu Taldyqorghan ausgeliehen. Dort konnte er mit fünf Treffern in 13 Einsätzen überzeugen. In der Folge dessen wurde er 2010 nach Pawlodar zurückgeholt. Er war dort bis Ende 2011 als Stammkraft im Sturm aktiv. Anfang 2012 wechselte er zum Ligakonkurrenten FK Aqtöbe. Dort kam er meist als Einwechselspieler zum Zuge. Seit Sommer 2012 ist er ohne Verein.